# Herb Szczuczyna (województwo podlaskie)
Herb Szczuczyna – jeden z symboli miasta Szczuczyn i gminy Szczuczyn w postaci herbu.

## Wygląd i symbolika
Herb przedstawia złotą ośmioramienną gwiazdę umieszczoną na białym tle. We współcześnie używanej wersji herbu gwiazda posiada cieniowanie, a tarcza herbowa mieści się w czerwonym kartuszu.

## Historia
Herb został nadany przez króla Jana III Sobieskiego w 1692, podczas nadania praw miejskich.